# 白肋线柱兰
白肋线柱兰（学名：Zeuxine goodyeroides）为兰科线柱兰属下的一个种。

## 扩展阅读
- 維基物種上的相關：白肋线柱兰